# 格纳斯河畔迪特斯多夫
格纳斯河畔迪特斯多夫是奥地利施蒂利亚州拉德克斯堡县的一个市镇。总面积6.56平方公里，总人口393人，人口密度59.9人/平方公里（2005年）。